# Estación Cardeal Arcoverde / Copacabana
La Estación Cardeal Arcoverde / Copacabana es una de las estaciones de la Línea 1 del Metro de Río de Janeiro ubicada entre la estación Botafogo y la estación Siqueira Campos / Copacabana. Fue inaugurada el 2 de julio de 1998 y un aproximado de 60 mil personas por día transitan por ella. Se ubica en la plaza Cardeal Arcoverde, en el barrio de Copacabana, entre las rúas Tonelero y Barata Ribeiro.
En algunos fines de semana y feriados, la estación recibe también los trenes de la línea 2. 

## Historia
Las obras de la estación Cardeal Arcoverde / Copacabana se iniciaron en febrero de 1988, siendo parte del proyecto de la gestión de Moreira Franco para ampliar la línea 1 del metro hasta Copacabana. Durante la fase de diseño, vecinos del barrio Peixoto se opusieron radicalmente contras las obras de la estación e intentaron, sin éxito, cancelar la misma. Sin embargo, por falta de recursos, las obras fueron paralizadas en enero de 1990  Hubo un intento de retomarlas en 1993 cuando el Metro de Río casi fue municipalizado, pero las obras no salieron del papel. Recién el 4 de mayo de 1995, durante la gestión de Marcello Alencar, se retomaron las obras. La inauguración se esperaba para octubre de 1997.
Retrasos hicieron que la estación recién pudiera ser entregada el 2 de julio de 1998 a un costo de 190 millones de reales.
En agosto del 2022, la estación fue renombrada de "Cardeal Arcoverde" a "Cardeal Arcoverde / Copacabana", cuando las estaciones obtuvieron sufijos en sus nombres con los barrios en que se ubicaban.

## Toponimia
La plaza Sacopenapã fue abierta el 26 de julio de 1894. Con la muerte del Cardenal Arcoverde en 1930, fue rebautizada en su homenaje. Joaquim Arcoverde de Albuquerque Cavalcanti (1850-1930) fue el primer cardenal católico romano de América Latina. La estación de metro fue construido en parte sobre la plaza, recibiendo su nombre como referencia geográfica.

## Características
La estación posee una profundidad máxima de 53 metros. Para su construcción se excavaron 327 mil metros cúbicos de material rocoso en su mayoría, transportados por 30 mil camiones. El suelo rocoso fue parcialmente excavado con 308 toneladas de explosivos. Para la construcción de la estructura e la estación fueron empleadas 5 mil toneladas de acero y 65,5 mil metros cúbicos de concreto. La distancia entre el acceso a la estación, el área de mezanine (taquillas, molinetes y escaleras) y las plataformas son de 180 metros que se recorren por tres fajas mecánicas de 86 metros de largo. La estación posee 8 escaleras mecánicas y 4 plataformas inclinadas (que transportan personas con discapacidad por encima de las escaleras fijas) en sus cuatro niveles. Para el revestimiento de los pisos se utilizaron 135 tipos de granito mientras que las paredes recibieron 68 colores diferentes.
Posee dos accesos:
- Acceso A por la plaza Cardeal Arcoverde
- Acceso B por la rúa Tonelero